# Galicier
| Galicier Galegos  | Galicier Galegos     |
| ----------------- | -------------------- |
|                   |                      |
|                   |                      |
| Gesamtbevölkerung | ca. 2,7 Millionen    |
| Siedlungsgebiet   | Galicien             |
| Sprache           | Galicisch, Spanisch  |
| Religion          | Katholische Christen |

Galicier (galicisch galegos, spanisch gallegos) sind die Angehörigen einer iberischen Landsmannschaft oder Volksgruppe, die aus den historischen und modernen Bewohnern der heutigen autonomen Region Galicien im Nordwesten Spaniens besteht.

## Bevölkerung
Die Galicier stellen mit ca. 2,7 Millionen Einwohnern etwa 6,5 Prozent der spanischen Bevölkerung. Viele Galicier sprechen neben dem Spanischen die seit Anfang der 1980er Jahre als regionale Amtssprache anerkannte Landessprache Galicisch, die zu den iberoromanischen Sprachen gehört und eng mit dem Portugiesischen verwandt ist.

## Vorfahren
Die Bewohner des heutigen Galiciens und Nordportugals wurden in römischer Zeit Gallaeker genannt, von denen Galicien seinen Namen hat. Ihre Herkunft ist kaum geklärt, es dürfte sich um relativ schwach keltisierte indoeuropäische Volksgruppen gehandelt haben, die römisch kolonisiert und romanisiert wurden. Aus vorgeschichtlicher Zeit werden für Galicien und seine Nachbarregionen mehrere Invasionen nordischer Völker angenommen, die vor der ersten vorchristlichen Jahrtausendwende eingesetzt haben müssen. Auch aufgrund dieser Kontakte war die Region im Westen der Iberischen Halbinsel nördlich des Tajo mindestens seit der Spätbronzezeit europäisiert. Bis zur römischen Eroberung gehörte der Nordwesten der Halbinsel zum Verbreitungsgebiet der sogenannten Castrokultur, die im heutigen Galicien selbst allerdings kaum Zeugnisse hinterließ.
In der Zeit der Völkerwanderung errichteten die Sueben im 5. Jahrhundert ein galicisches Königreich mit der Hauptstadt Braga, das auch nach der Eingliederung in das Westgotenreich gegen Ende des 6. Jahrhunderts eine eigenständige Einheit blieb. Die maurische Eroberung Hispaniens hinterließ in Galicien nur geringe Spuren, da das Gebiet nach wenigen Jahrzehnten muslimischer Verwaltung Teil des rebellierenden christlichen Königreichs Asturien wurde.

## Ethnogenese Portugals
Galicier waren im Mittelalter maßgeblich an der Ethnogenese der Portugiesen beteiligt. Durch dynastische Abspaltung der südlichen Grafschaften von den Königreichen Galicien und León und die durch die portugiesischen Herrscher eigenständig betriebene Reconquista trennten sich seit dem 12. Jahrhundert die Volkszweige nördlich und südlich der heutigen spanisch-portugiesischen Grenze.

## Auswanderer
Eine frühe Welle galicischer Migration begann bereits im 18. Jahrhundert, als Tausende Galicier nach Andalusien, Kastilien und Portugal wanderten, um als Tagelöhner bei Großgrundbesitzern oder in den Städten als Dienstboten oder Wasserträger zu arbeiten. Die Hauptphase galicischer Auswanderung nach Übersee begann etwa 1860 und dauerte bis 1936, als die Auswanderung durch das franquistische Regime unterbunden wurde. Die Migration war stark männlich geprägt, Frauen und Kinder blieben vielfach in Galicien zurück.
Zwischen 1885 und 1930 wanderten mehr als 900.000 Galicier nach Lateinamerika aus, in vielen Einzeljahren dieser Periode stellten sie das größte Kontingent spanischer Auswanderer. Hauptgrund war die im dörflich geprägten und kaum entwickelten Galicien grassierende Armut. Mehr als die Hälfte der galicischen Auswanderer zog nach Argentinien; fast ein Drittel wanderte nach Kuba aus; drittwichtigstes Zielland war Brasilien. Galicische Einwanderergemeinschaften haben in vielen lateinamerikanischen Ländern bis heute bedeutenden kulturellen Einfluss.
Die galicische Migration innerhalb Europas setzte massiv in den 1960er Jahren ein und schwächte sich bereits Anfang der 1970er Jahre ab. Die wichtigsten Ziele galicischer Gastarbeiter waren die Schweiz, Großbritannien und Westdeutschland, nennenswerte galicische Arbeitsmigration gab es außerdem nach Benelux und Frankreich. Gleichzeitig gab es eine starke spanische Binnenmigration von Galiciern, die in den Industriemetropolen des Baskenlandes und Kataloniens sowie in Madrid Arbeit fanden.

## Bekannte Galicier

Bekannte Personen galicischer Abstammung
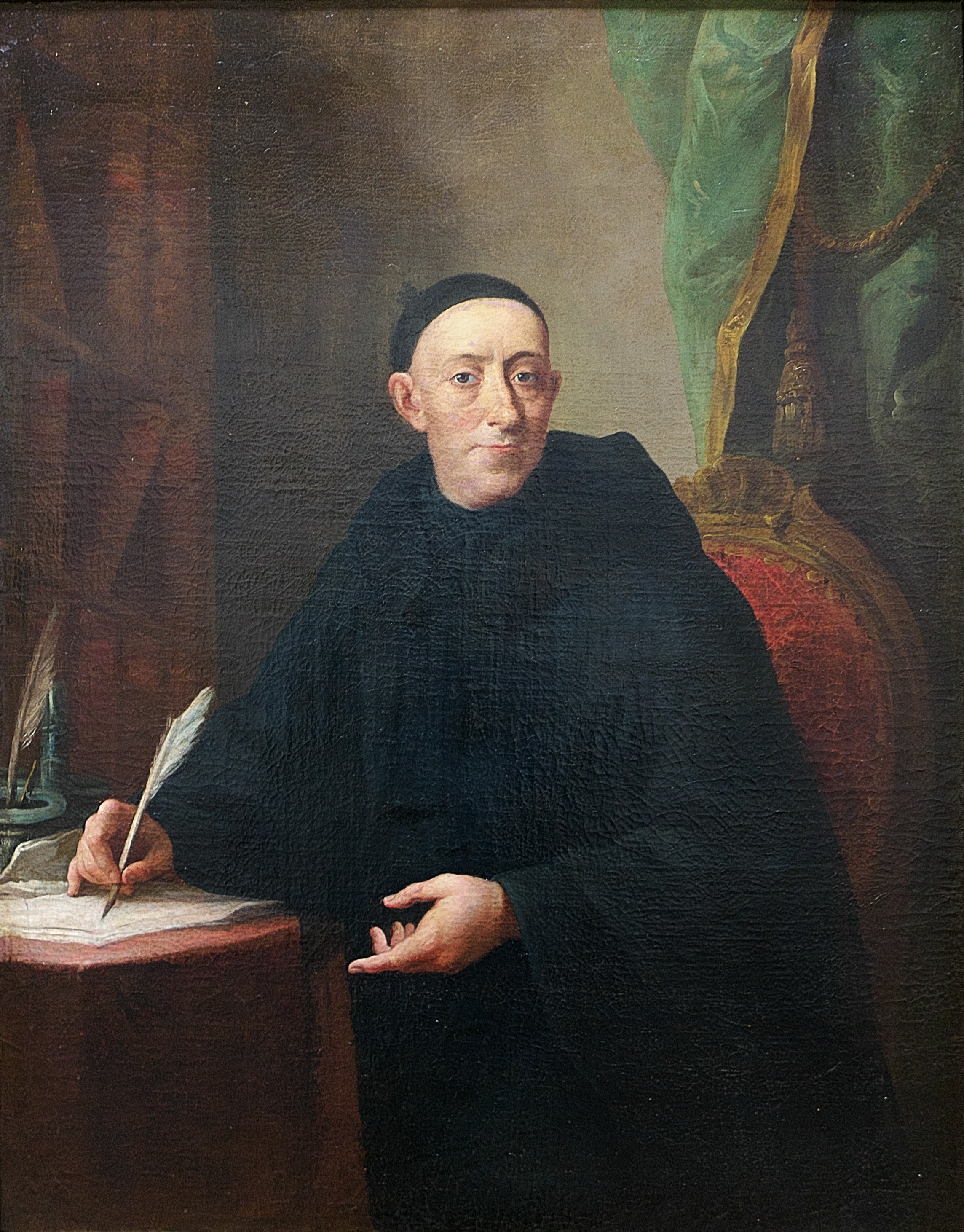
Benito J. Feijoo
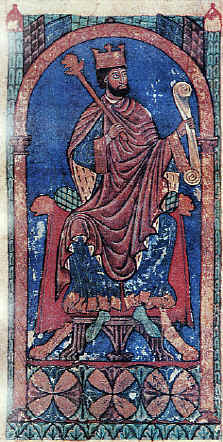
Alfons VII.
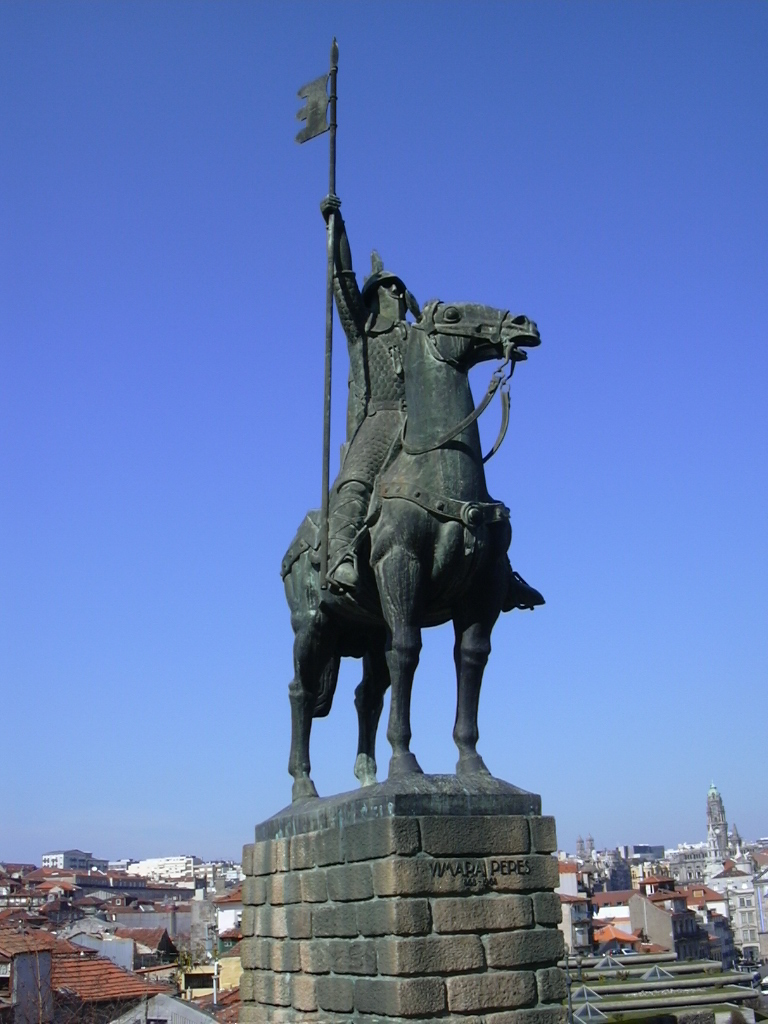
Vímara Peres
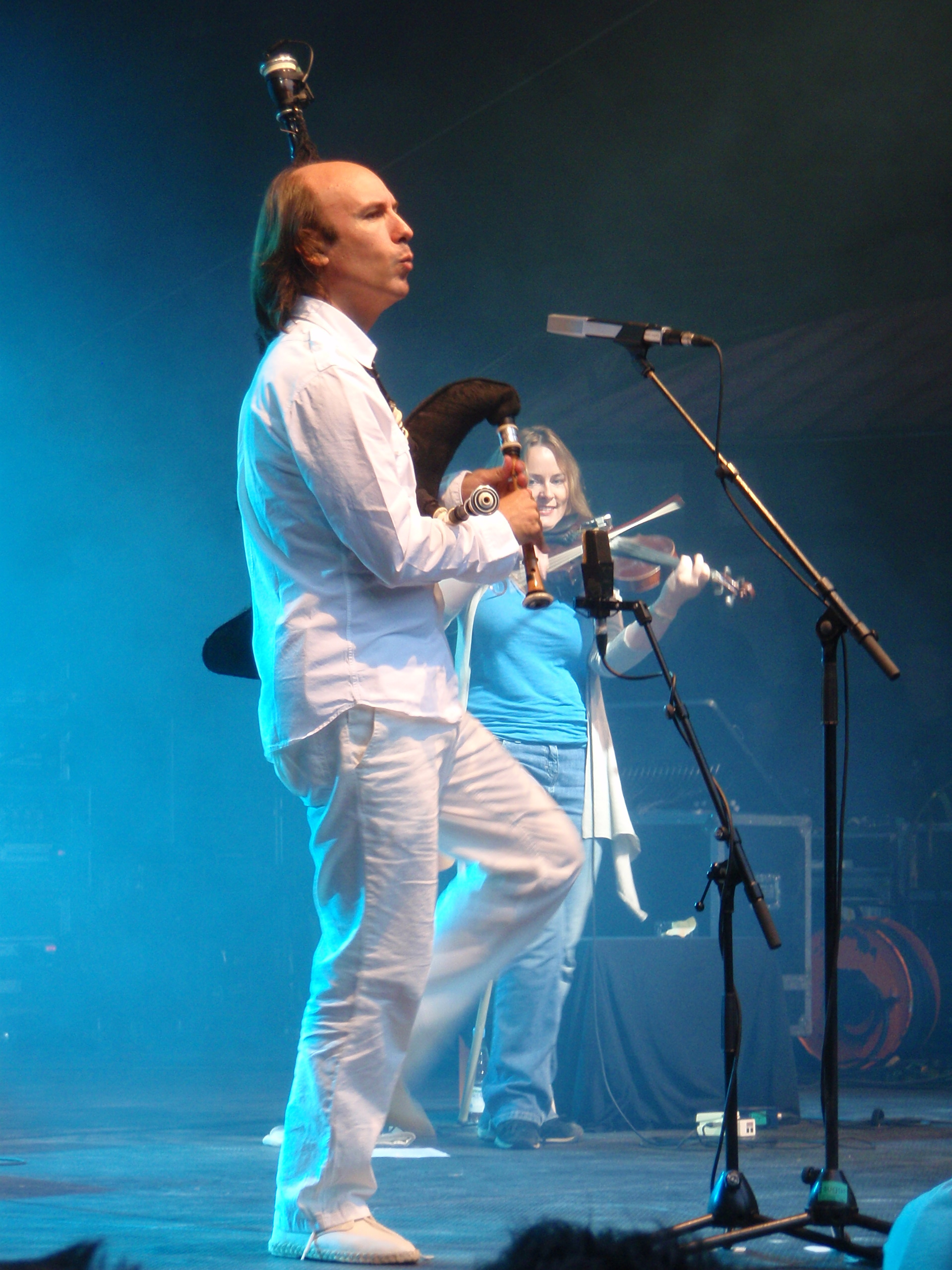
Carlos Núñez
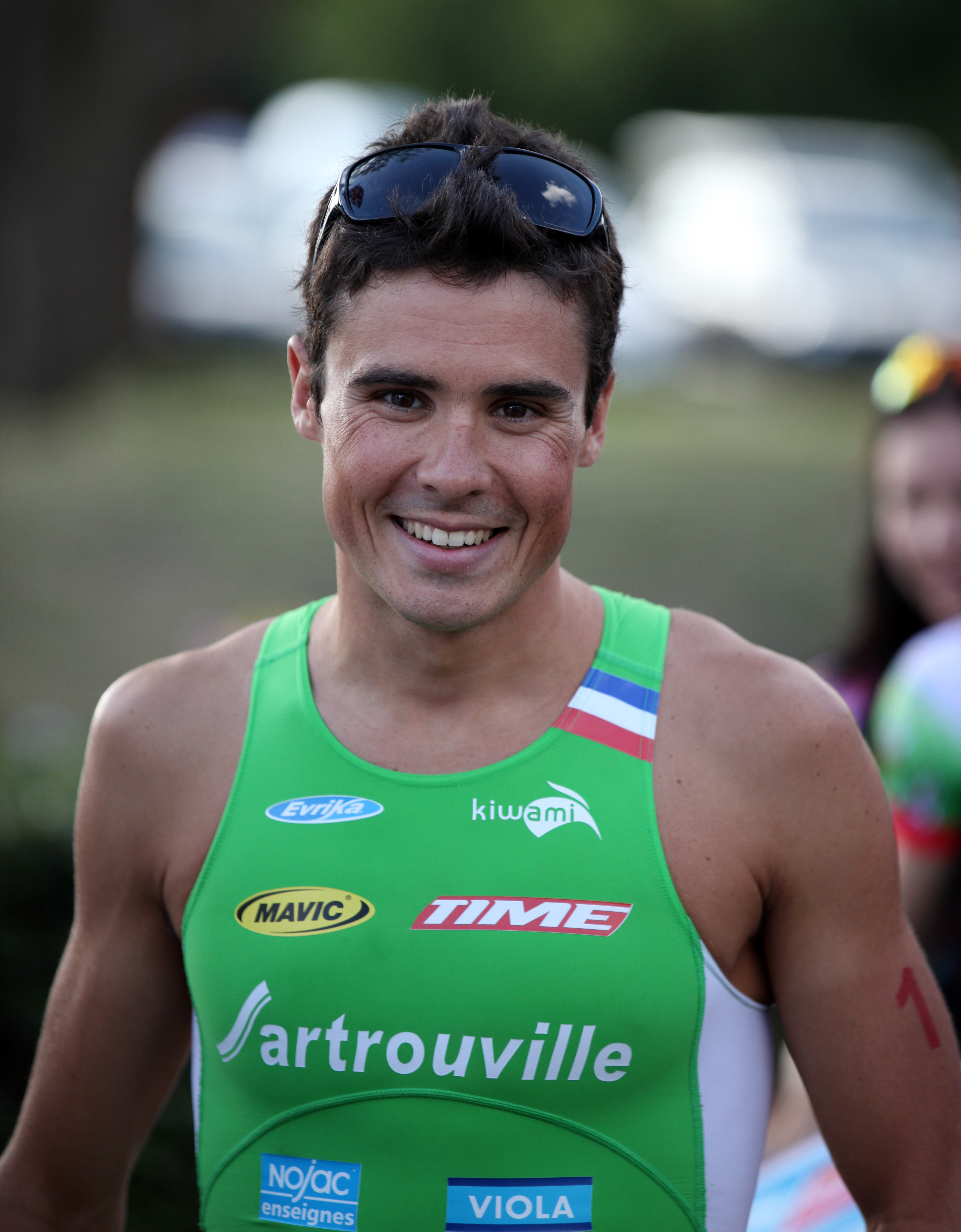
F. J. Gómez Noya
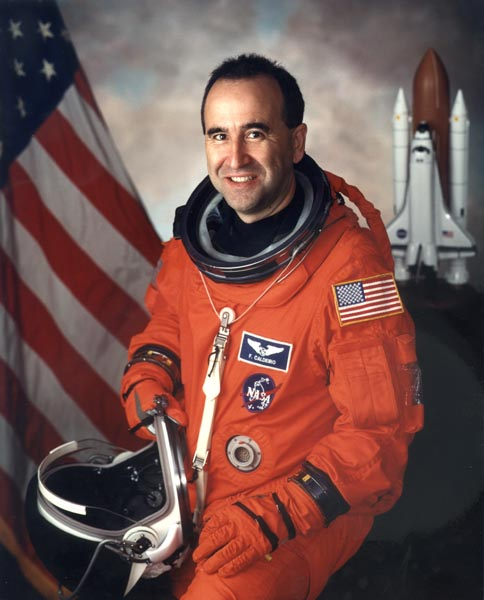
Fernando Caldeiro
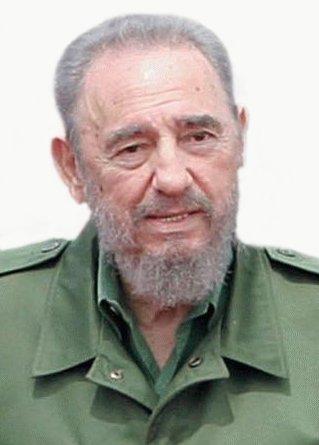
Fidel Castro
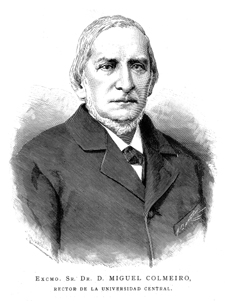
Miguel Colmeiro
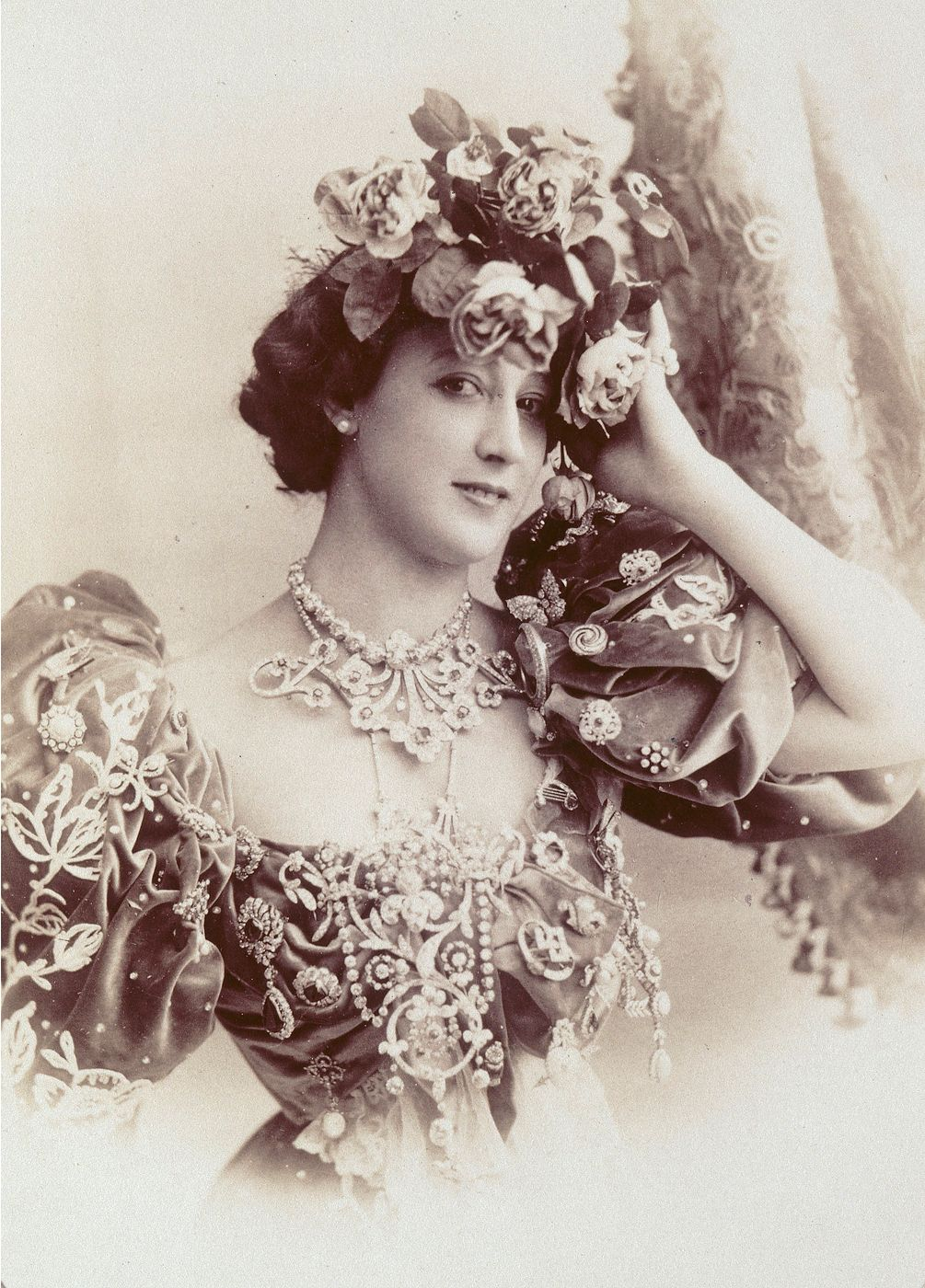
La Belle Otéro
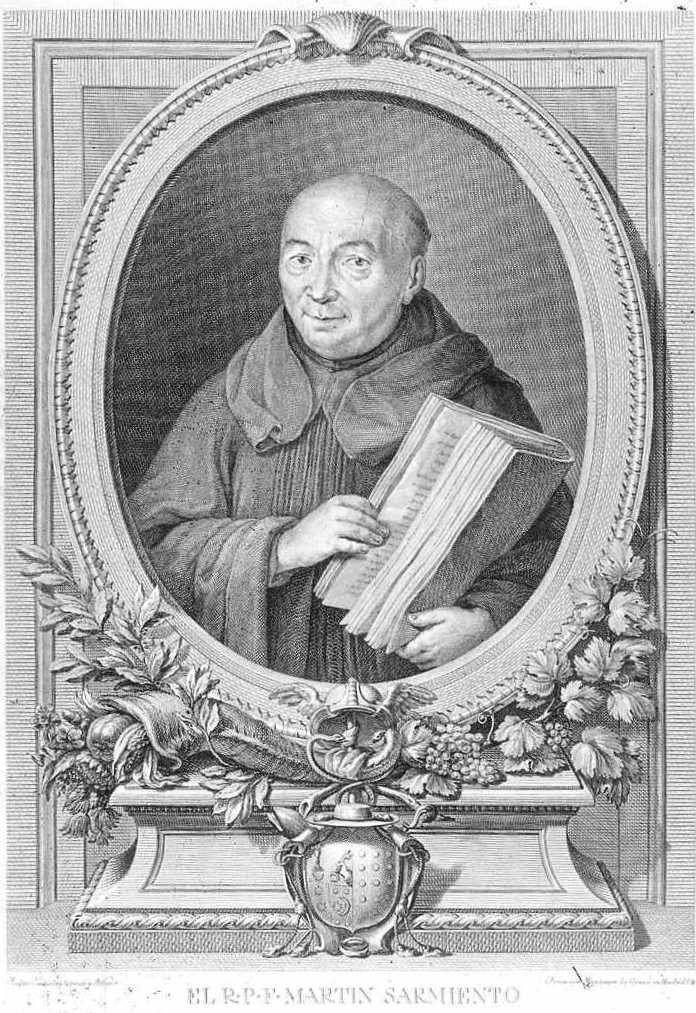
Martín Sarmiento
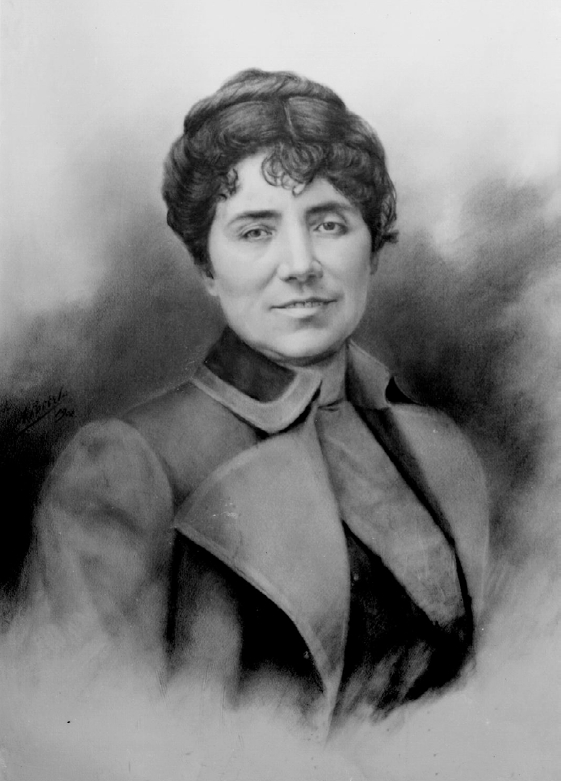
Rosalía de Castro
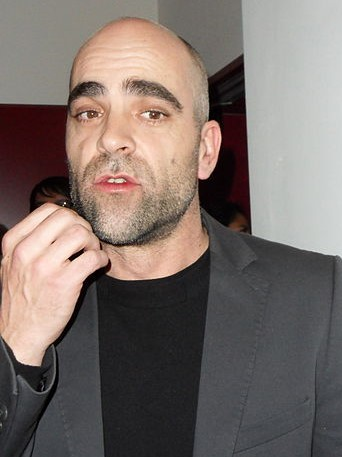
Luís Tosar

- Rosalía de Castro – Schriftstellerin
- Camilo José Cela – Schriftsteller, Nobelpreisträger
- Fidel Castro – Staatschef Kuba (sein Vater Ángel Castro Argiz war Galicier)
- Miguel Colmeiro – Botaniker
- Julio Iglesias – Sänger, Entertainer (sein Vater Julio Iglesias Puga stammt aus Ourense, Galicien; er selbst ist in Madrid geboren)
- Francisco Franco – Diktator
- José Calvo Sotelo – Politiker
- Manuel Fraga Iribarne – Präsident der Xunta de Galicia von 1989 bis 2005
- Mariano Rajoy – Politiker
- Amancio Amaro – Fußballspieler
- Luis Suárez – Fußballspieler
- Míchel Salgado – Fußballspieler
- Fernando Torres – Fußballspieler; seine Eltern sind ausgewanderte Galicier, Torres selbst ist in einem Vorort von Madrid geboren
- Jorge Lorenzo – Motorradrennfahrer; sein Vater ist ein ausgewanderter Galicianer (A Coruña)
- Óscar Pereiro – Radrennfahrer
- Paulina Rubio – Sängerin, Entertainerin (Vater Enrique Rubio stammt aus A Coruña)
- Martin Sheen – US-amerikanischer Schauspieler (Vater Francisco Estévez stammt aus Parderrubias)
- Carlos Núñez – Celtic-Folk-Musiker
- Barreiros – ehemaliges spanisches Industrieunternehmen aus Ourense
- Amancio Ortega Gaona – spanischer Textilunternehmer Inditex verschiedene Textilunternehmen darunter Zara